# 沈秉堃
沈秉堃（1862年—1912年11月30日），字幼岚，湖南善化县（今长沙市）人，清末民初官僚，清朝末代广西巡抚。

## 生平
沈秉堃是监生出身。累官成都府知府，任内曾经于1903年和知州汪声玲应日本驻渝领事的邀请，受署理四川总督岑春煊委派，率官员、商人以及工匠等二十多人携展品到日本参加大阪国际博览会，并由大阪赴东京考察。1907年（光绪三十三年），由成绵龙茂道迁甘肃按察使。1908年授云南布政使，曾护理云贵总督。1910年（宣统二年）10月擢广西巡抚，驻首府桂林。
1911年武昌起义后，在广西谘议局议长甘德蕃的劝说下，与布政使王芝祥、提督陆荣廷共同响应，于11月7日在桂林宣布广西独立，被推为广西军政府都督，任湘桂联军总司令。不久，在“桂人治桂”风潮的压力下，他与王芝祥（直隶人）先后率部分军队北上援鄂，最后抵达南京，被任命为南京留守府高等顾问及国民捐督办，其部队被黄兴改编为中央陆军第三军（辖第8师、第17师），驻南京。1912年4月，统一共和党成立时获选总务干事，同年8月组成国民党后任国会参议院参议。1912年，他北上北京，曾一度被袁世凯提名为陸徵祥内阁工商总长，后被临时参议院于同年7月19日否决，后又曾被提名国务总理、内务总长，亦未成事。1912年10月29日，被袁世凯任命为督办浦口通商事宜。
1912年11月30日，沈秉堃病逝。